# Hedvig Elizabeth von Biron
Hedvig Elizabeth von Biron, in russo Екатерина Ивановна Черкасова?, Ekaterina Ivanovna Čerkasova (Mittau, 4 luglio 1727 – Mittau, 11 aprile 1797), è stata una nobildonna russa.

## Biografia
Era la figlia di Ernst Johann Biron, duca di Curlandia, e di sua moglie, Benigna Gottlieb von Trotha gt Treyden. Ricevette una eccellente formazione sotto insegnanti provenienti dall'estero e sotto la supervisione del imperatrice Anna Ivanovna e da sua madre.
Il 3 giugno 1739, in occasione del matrimonio tra Anna Leopol'dovna con il principe Antonio Ulrico di Brunswick-Wolfenbüttel, iniziò la sua vita a corte.
Sposò il barone Aleksandr Ivanovič Čerkasov (1728-1788), da cui ebbe due figli:
- Elizaveta Aleksandrovna (1761-1832)
- Pëtr Aleksandrovič (1762-1828)

Durante il loro matrimonio, Ekaterina appariva raramente a corte per occuparsi dei figli. Morì l'11 aprile 1797.